# 阿尔法尔普
阿尔法尔普，是西班牙巴伦西亚自治区巴伦西亚省的一个市镇。总面积21平方公里，总人口1353人（2001年），人口密度64人/平方公里。